# 타데오 만프레디
타데오 만프레디(Taddeo Manfredi, 1431년 – c. 1486년)는 1448년부터 1473년까지의 이몰라의 군주이다. 콘도티에로 (용병 대장)으로서, 그는 피렌체 (1443년–1448년과 1452년)과 나폴리 (1448년–1452년)군의 사령관이였다.
그의 아버지 구이단토니오 만프레디 사망 후, 이몰라의 영주권을 상속받은 그는 파엔차를 지녔던 그의 작은 아버지 아스토레 2세 만프레디와 오랜 기간 갈등을 겪었다. 두 사람은 1463년에 화해했지만, 4년 뒤에 전쟁이 재발하고 말았다. 알레산드로와 코스탄초 스포르차에 의한 이몰라 포위가 치러진 후인 1467년에 그는 몰리넬라 전투에 참전했다.
1471년에 그의 아들 구이도리키오(Guidoriccio)가 그에게 반란을 일으키자, 타데오는 밀라노의 장군 로베르토 다 산세베리노의 권한에 의해 감금되고 만다. 1472년 그는 풀려났으나 이몰라는 그를 상대로 폭동을 일으켰다. 다음 해, 그는 지롤라모 리아리오에게 이몰라를 넘겨준 추기경 피에트로 리아리오에게 40,000 두카트를 받고 도시를 팔았다. 1482년, 그는 후자를 상대로 싸우게 됐고 교황에 의해 반란자로 공표되었다.